# 道所橋
道所橋（どうしょばし／どうどころばし）は、多摩川にかかる吊橋である。多摩川に架かる最上流の橋で、人道橋。
東京都西多摩郡奥多摩町に架けられている。1976年（昭和51年）完成。周辺には小河内ダムがある。